# 1336
| [ Edytuj tabelę ]                          |                                                              |
| Król Polski                                | - 1333 Kazimierz III Wielki 1370                             |
| Król Albanii                               | - 1332 Robert 1364                                           |
| Współksiążęta Andory                       | - 1326 Arnau de Llordà 1341 - 1315 Gaston II 1343            |
| Król Angkoru                               | - 1327 Dżajawarman IX 1336                                   |
| Król Anglii                                | - 1327 Edward III 1377                                       |
| Król Aragonii i Walencji, hrabia Barcelony | - 1327 Alfons IV Łagodny 1336 - 1336 Piotr IV Aragoński 1387 |
| Władca Azteków                             | - 1325 Tenoch 1376                                           |
| Margrabia Brandenburgii                    | - 1320 Ludwik 1351                                           |
| Książę Burgundii                           | - 1315 Eudes IV 1349                                         |
| Książę Dolnej Bawarii                      | - 1309 Henryk XIV Bawarski 1339                              |
| Książę Górnej Bawarii                      | - 1294 Ludwik III 1340                                       |
| Cesarz Bizancjum                           | - 1328 Andronik III Paleolog 1341                            |
| Car Bułgarii                               | - 1331 Iwan Aleksander 1371                                  |
| Cesarz Chin                                | - 1333 Huizong 1368                                          |
| Król Cypru                                 | - 1324 Hugo IV 1359                                          |
| Król Czech                                 | - 1310 Jan Luksemburski 1346                                 |
| Król Danii                                 | - 1332 interregnum 1340                                      |
| Władca Egiptu                              | - 1310 An-Nasir Muhammad 1341                                |
| Cesarz Etiopii                             | - 1314 Amde Tsyjon I 1344                                    |
| Król Francji                               | - 1328 Filip VI 1350                                         |
| Król Gruzji                                | - 1314 Jerzy V Wspaniały 1346                                |
| Hrabia Holandii                            | - 1304 Wilhelm III 1337                                      |
| Cesarz Japonii                             | - 1318 Go-Daigo 1339                                         |
| Kalif                                      | - 1302 Al-Mustakfi I 1340                                    |
| Król Kastylii i Leónu                      | - 1312 Alfons XI 1350                                        |
| Patriarcha Konstantynopola                 | - 1334 Jan XIV Kalekas 1347                                  |
| Władca Korei                               | - 1332 Ch’ungsuk 1339                                        |
| Wielki książę litewski                     | - 1316 Giedymin 1341                                         |
| Cesarz Majapahitu                          | - 1328 Tribhuwana Widżajatunggadewi 1350                     |
| Sułtan Maroka                              | - 1331 Abu al-Hassan Ali I 1350                              |
| Książę Mediolanu                           | - 1329 Luchino 1339                                          |
| Wielki książę moskiewski                   | - 1328 Iwan I Kalita 1340                                    |
| Król Nawarry                               | - 1328 Joanna II z Nawarry i Filip z Évreux 1342             |
| Król Norwegii                              | - 1319 Magnus Eriksson 1355                                  |
| Hrabia Palatynatu                          | - 1327 Rudolf II Wittelsbach 1353                            |
| Papież                                     | - 1334 Benedykt XII 1342                                     |
| Król Portugalii                            | - 1325 Alfons IV 1357                                        |
| Książę Rusi halickiej                      | - 1323 Jerzy II 1340                                         |
| Cesarz Rzymski (niemiecki)                 | - 1314 Ludwik IV Bawarski 1347                               |
| Książę Saksonii                            | - 1298 Rudolf I 1356                                         |
| Kapitanowie Regenci San Marino             | - 1336 Venturuzzo di Franceschino Muzolo da Bauti 1336       |
| Car Serbii                                 | - 1331 Stefan Urosz IV Duszan 1355                           |
| Król Szkocji                               | - 1329 Dawid II Bruce 1371 - 1332 Edward Balliol 1338        |
| Król Szwecji                               | - 1319 Magnus Eriksson 1363                                  |
| Sułtan Turków                              | - 1324 Orchan 1360                                           |
| Doża Wenecji                               | - 1328 Francesco Dandolo 1339                                |
| Król Węgier                                | - 1308 Karol Robert 1342                                     |
| Wielki mistrz zakonu krzyżackiego          | - 1335 Dietrich von Altenburg 1341                           |

Rok 1336 / MCCCXXXVI
stulecia: XIII wiek ~
XIV wiek ~
XV wiek

lata: 1326 «
1331 «
1332 «
1333 «
1334 «
1335 «
1336
» 1337
» 1338
» 1339
» 1340
» 1341
» 1346

## Wydarzenia w Polsce
- miał miejsce najazd litewski na Mazowsze[1].
- Kazimierz III Wielki ufundował kościół pw. św. Jana Chrzciciela w Lanckoronie.

## Wydarzenia na świecie
- 24 stycznia – Piotr IV Aragoński został królem Aragonii.
- 26 kwietnia – włoski poeta Francesco Petrarca zdobył szczyt Mont Ventoux w Prealpach Południowych, co uznaje się za początek alpinizmu.
- 5 lipca – japońskie wojska Ashikagi Takaujiego pokonały powstańców cesarskich w bitwie nad rzeką Minato.

- Wojna pomiędzy Alfonsem IV, królem Portugalii, a Alfonsem XI, królem Kastylii

## Urodzili się
- 9 kwietnia – Timur Chromy (Tamerlan), władca środkowoazjatycki (zm. 1405)
- 14 kwietnia – Go-Kōgon, cesarz Japonii (zm. 1374)

## Zmarli
- 24 stycznia – Alfons IV Łagodny, król Aragonii (ur. 1299)
- 17 maja – Go-Fushimi, cesarz Japonii (ur. 1288)
- 23 maja – Wacław Płocki - książę płocki z dynastii Piastów, lennik korony czeskiej (ur. ok. 1293)
- 4 lipca – Elżbieta Aragońska, córka króla Aragonii Piotra III Wielkiego, królowa Portugalii jako żona Dionizego I, święta katolicka (ur. 1271)
- data dzienna nieznana:
  - Leszek raciborski, książę raciborski i kozielski z dynastii Piastów (ur. 1290 lub 1291)